# Programul Soyuz
Lansarea unui Soyuz.
tara de origine	Uniunea Sovietică
Rusia
Organizare responsabilă	Program spațial sovietic (1967–91)
Roscosmos (din 1991)
Rezultat	activ
Date despre program
Prima lansare	Soyuz 1
Lansarea bazelor	Bajkonur
Informații despre vehicul
Tip de vehicul	Capsulă
Vector	Soyuz-U - Soyuz-FG
Programul Soiuz sau Soiuz (în rusă : Союз ?, / Sa'jus /, [1] , lit. „Uniunea”) consta dintr-o serie de misiuni spațiale sovietice cu echipaj organizate ca parte a programului spațial sovietic care a început la începutul anilor 1960 , ca parte a programului Lunii , și își propunea să aducă un cosmonaut pe Lună . Sonda spațială Soyuz și lansatoarele Soyuz au făcut parte din acest program.
Obiectivul de a ajunge pe Lună a fost definitiv abandonat din cauza problemelor tehnologice și după ce americanii au aterizat pentru prima dată un om pe satelitul nostru. Cu toate acestea, programul a supraviețuit, deoarece deja în faza de planificare a fost conceput ca o parte integrantă a altor proiecte (atât militare, cât și civile), în special pentru asamblarea și deservirea stațiilor spațiale .
De asemenea, programul a supraviețuit dizolvării Uniunii Sovietice și este acum condus de Agenția Spațială Rusă

Istoria programului
Nava spațială Soyuz poate fi considerată ca principalul exponent al unei întregi generații de nave spațiale. Primul Soyuz (de la 1 la 11, adică între 1967 și 1971 ) a reprezentat o primă generație de nave spațiale: au transportat un echipaj de trei fără costume spațiale și s-au distins de navele spațiale ulterioare pentru plierea panourilor solare și utilizarea unui sistem de navigație automată de andocare. (Igla), care a necesitat utilizarea unor antene speciale. Primii nouă nu aveau o trapă internă în partea conexiunii cu alte mijloace, astfel încât transferul echipajului către alte vehicule trebuia să aibă loc prin activitate extravehiculară (EVA), cu costumul spațial.
A doua generație de nave spațiale Soyuz (de la 12 la 40, adică între 1973 și 1981 ), deși folosea încă sistemul Igla, nu mai avea panouri solare, ci folosea baterii. Echipajul a trebuit să poarte costumul sub presiune pentru fazele de lansare și reintrare, ceea ce a forțat reducerea numărului de membri de la trei la doi.
Soyuz-ASTP ( Proiectul de testare Apollo Soyuz ) a servit drept punte tehnologică pentru a treia generație de nave spațiale Soyuz-T ( 1976 - 1986 ). Acestea foloseau panouri solare plate revoluționare și puteau transporta trei persoane în costume spațiale.
Cea de-a patra generație a navei spațiale Soyuz-TM ( 1986 - 2003 ) a fost utilizată pentru zboruri către și de la stația spațială Mir . Acestea din urmă s-au distins de cele anterioare printr-un nou sistem de navigație de andocare automată, Kurs ( în rusă : Курс ?, „Route”).
Soyuz-TMA ( 2003 ) reprezintă ultima generație de nave spațiale Soyuz și au fost proiectate pentru a transporta echipajul către Stația Spațială Internațională .
Dezvoltări ale programului
Carucior Soyuz
Designul de bază al Soyuz a fost inspirația pentru multe alte proiecte realizate niciodată. În forma sa inițială, trebuia să fie folosit pentru călătorii pe Lună fără a fi nevoie de rachete uriașe, cum ar fi Saturnul american V sau N1 rus. Proiectul civil a început sub conducerea inginerului sovietic Sergej Pavlovič Korolëv , care însă nu a putut niciodată să vadă rezultatul muncii sale cu ochii lui. Multe variante militare ale proiectului au primit prioritate față de cea civilă, dar nu s-au materializat niciodată. Chiar și nava spațială Zond , concepută pentru a călători cu echipajul pe orbite lunare și terestre, a fost o variantă a acestui proiect, niciodată construită pentru că nu a atins niveluri acceptabile de siguranță și pentru lipsa necesității politice a acestui program. În schimb, seria Progress de capace de încărcare automate a folosit mecanismul de andocare și navigație automată pentru Mir și Saljut , dar nu a folosit capsula de reintrare Soyuz. Din 2003 , derivatele Soyuz oferă Rusiei posibilitatea zborurilor spațiale cu echipaj și sunt utilizate pentru aprovizionarea către și de la Stația Spațială Internațională . Un proiect pentru înlocuirea Soyuz, Perspektivnaja Pilotiruemaja Transportnaja Sistema, este în curs de dezvoltare .
Misiuni
Pictogramă lupă mgx2.svg	Același subiect în detaliu: misiunile Soyuz .
Cu echipaj
Zboruri 1 - 20	Zboruri 21 - 40	Zboruri 41 - 60	Zboruri 61 - 80	Zboruri 81 - 100	Zboruri 101 - 120	Zboruri 121 - 140	Zboruri 141 - 160
1. Soyuz 1	21. Soyuz 22	41. Soyuz 39	61. Soyuz TM-8	81. Soyuz TM-28	101. Soyuz TMA-14	121. Soyuz TMA-12M	141. Soyuz MS-12
2. Soyuz 3	22. Soyuz 23	42. Soyuz 40	62. Soyuz TM-9	82. Soyuz TM-29	102. Soyuz TMA-15	122. Soyuz TMA-13M	142. Soyuz MS-13
3. Soyuz 4	23. Soyuz 24	43. Soyuz T-5	63. Soyuz TM-10	83. Soyuz TM-30	103. Soyuz TMA-16	123. Soyuz TMA-14M	143. Soyuz MS-15
4. Soyuz 5	24. Soyuz 25	44. Soyuz T-6	64. Soyuz TM-11	84. Soyuz TM-31	104. Soyuz TMA-17	124. Soyuz TMA-15M	144. Soyuz MS-16
5. Soyuz 6	25. Soyuz 26	45. Soyuz T-7	65. Soyuz TM-12	85. Soyuz TM-32	105. Soyuz TMA-18	125. Soyuz TMA-16M	145. Soyuz MS-17
6. Soyuz 7	26. Soyuz 27	46. Soyuz T-8	66. Soyuz TM-13	86. Soyuz TM-33	106. Soyuz TMA-19	126. Soyuz TMA-17M	146. Soyuz MS-18
7. Soyuz 8	27. Soyuz 28	47. Soyuz T-9	67. Soyuz TM-14	87. Soyuz TM-34	107. Soyuz TMA-01M	127. Soyuz TMA-18M
8. Soyuz 9	28. Soyuz 29	48. Soyuz T-10-1	68. Soyuz TM-15	88. Soyuz TMA-1	108. Soyuz TMA-20	128. Soyuz TMA-19M
9. Soyuz 10	29. Soyuz 30	49. Soyuz T-10	69. Soyuz TM-16	89. Soyuz TMA-2	109. Soyuz TMA-21	129. Soyuz TMA-20M
10. Soyuz 11	30. Soyuz 31	50. Soyuz T-11	70. Soyuz TM-17	90. Soyuz TMA-3	110. Soyuz TMA-02M	130. Soyuz MS-01
11. Soyuz 12	31. Soyuz 32	51. Soyuz T-12	71. Soyuz TM-18	91. Soyuz TMA-4	111. Soyuz TMA-22	131. Soyuz MS-02
12. Soyuz 13	32. Soyuz 33	52. Soyuz T-13	72. Soyuz TM-19	92. Soyuz TMA-5	112. Soyuz TMA-03M	132. Soyuz MS-03
13. Soyuz 14	33. Soyuz 34	53. Soyuz T-14	73. Soyuz TM-20	93. Soyuz TMA-6	113. Soyuz TMA-04M	133. Soyuz MS-04
14. Soyuz 15	34. Soyuz 35	54. Soyuz T-15	74. Soyuz TM-21	94. Soyuz TMA-7	114. Soyuz TMA-05M	134. Soyuz MS-05
15. Soyuz 16	35. Soyuz 36	55. Soyuz TM-2	75. Soyuz TM-22	95. Soyuz TMA-8	115. Soyuz TMA-06M	135. Soyuz MS-06
16. Soyuz 17	36. Soyuz T-2	56. Soyuz TM-3	76. Soyuz TM-23	96. Soyuz TMA-9	116. Soyuz TMA-07M	136. Soyuz MS-07
17. Soyuz 18-1	37. Soyuz 37	57. Soyuz TM-4	77. Soyuz TM-24	97. Soyuz TMA-10	117. Soyuz TMA-08M	137. Soyuz MS-08
18. Soyuz 18	38. Soyuz 38	58. Soyuz TM-5	78. Soyuz TM-25	98. Soyuz TMA-11	118. Soyuz TMA-09M	138. Soyuz MS-09
19. Soyuz 19	39. Soyuz T-3	59. Soyuz TM-6	79. Soyuz TM-26	99. Soyuz TMA-12	119. Soyuz TMA-10M	139. Soyuz MS-10
20. Soyuz 21	40. Soyuz T-4	60. Soyuz TM-7	80. Soyuz TM-27	100. Soyuz TMA-13	120. Soyuz TMA-11M	140. Soyuz MS-11
Fără pilot
Zboruri 1 - 5	Zboruri 6-10	Zboruri 11 - 15	Zboruri 16 - 20	Zboruri 21 - 25	Zboruri 26 - 28
1. Cosmosul 133	6. Cosmos 188	11. Cosmos 379	16. Cosmos 613	21. Cosmos 772	26. Soyuz T-1
2. Lansarea nu a reușit	7. Cosmos 212	12. Cosmos 396	17. Cosmos 638	22. Soyuz 20	27. Soyuz TM-1
3. Cosmos 140	8. Cosmos 213	13. Cosmos 434	18. Cosmos 656	23. Cosmos 869	28. Soyuz MS-14
4. Soyuz 2A	9. Cosmos 238	14. Cosmos 496	19. Cosmos 670	24. Cosmos 1001
5. Cosmos 186	10. Soyuz 2	15. Cosmos 573	20. Cosmos 672	25. Cosmos 1074
Notă
^ Soyuz , pe dipionline.it. Adus la 23 noiembrie 2017 .
ad
Elemente conexe
Soyuz (ulcior)
Soyuz (navă spațială)
Familia de lansatoare R-7
Alte proiecte
Colaborați la Wikimedia Commons Wikimedia Commons conține imagini sau alte fișiere din programul Sojuz
Astronautică Portalul astronauticii : accesați intrările Wikipedia care se ocupă de astronautică
Categorie :Programul Soyuz